# Mariel Rosendahl

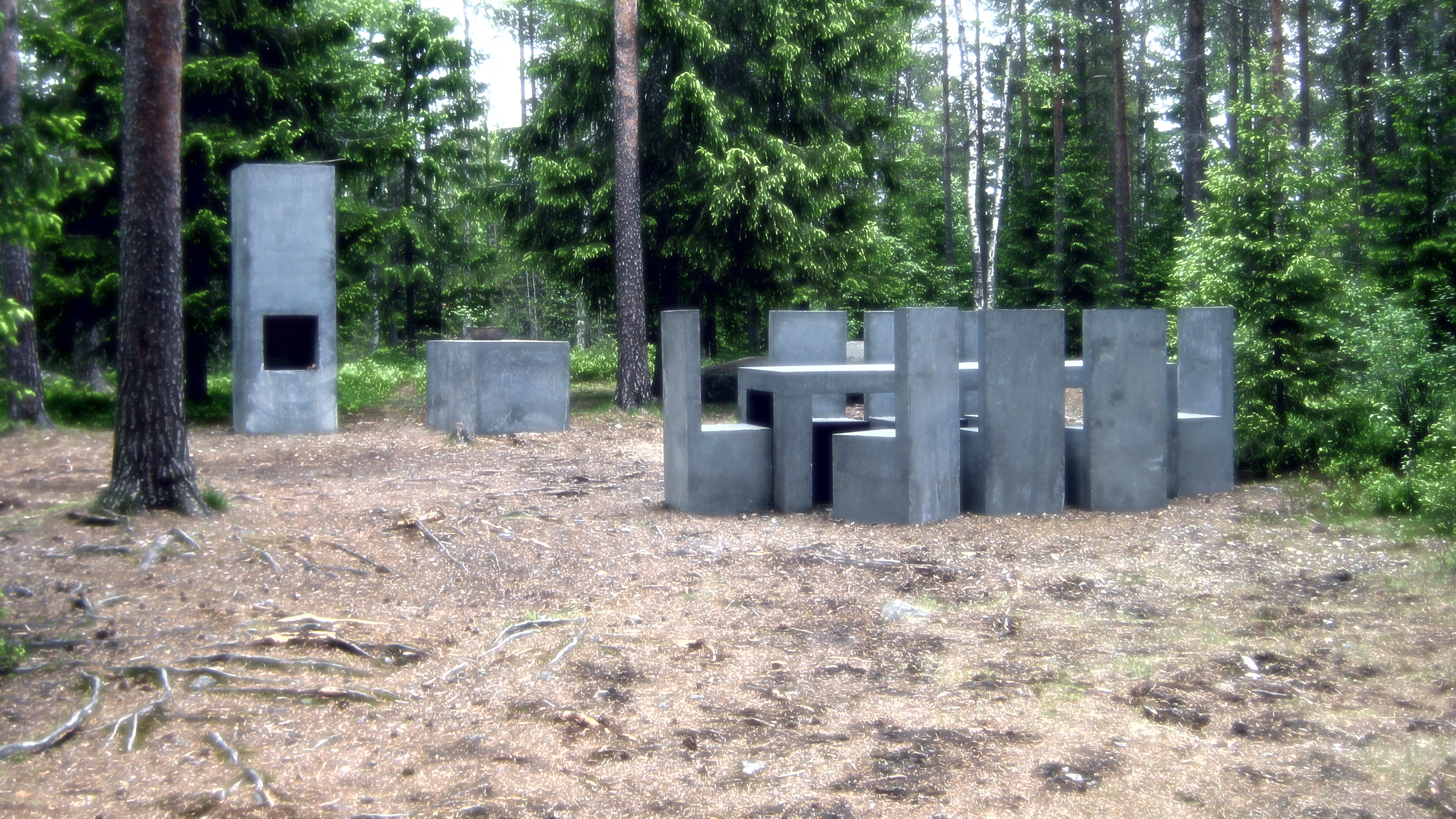
Taket i mitt rum (2008), i Ålidhem, Umeå

Mariel Rosendahl är en svensk sångare samt video- och installationskonstnär. 

## Biografi
Mariel Rosendahl utbildade sig på Konsthögskolan i Umeå och blev master in fine arts 2009. Bland konstverk kan särskilt nämnas Taket i mitt rum är stjärnorna (2008–2018), en installation i betong och brons, placerad i ett skogsparti på Ålidhem, Umeå, samt videoverket The Grass Will Be Greener (2008) som finns i Skövde Konstmuseums samlingar. I den senare går en häst omkring ensam i ödslig bebyggelse, till ett körstycke med textfragment från den finska tangon Satumaa – en referens till Rosendahls finska påbrå. 
Som sångare och kompositör använder hon sångimprovisation, för alternativmusikpubliken under namnet Marla Rosso samt i duon Ad Interim tillsammans med Andreas Ingefjord.  

## Diskografi

### Album
- 2009 - Pacifica
- 2016 - Ad Interim (med Andreas Ingefjord)

### Singlar
- 2003 - Vehementer
- 2012 - A Cough from the Moor
- 2019 - Gausta
- 2020 - Tomorrow
- 2021 - Rare Bird
- 2021 - Cirkel (med Ceremony)

### Musikvideor
- 2016 - Lieki (Ad Interim)
- 2018 - Oh Death (Ad Interim)
- 2020 - Overtone Duet
- 2020 - A Cough from the Moor
- 2020 - Severance
- 2021 - Rare Bird
- 2021 - Cirkel

## Videokonstverk i urval
- 2005 - När alla sover
- 2006 - Sandomierz
- 2006 - Blow Me
- 2008 - The Grass Will Be Greener
- 2009 - Absence of Mirrors
- 2020 - Escaping the Noise

## Utställningar, stipendier och utmärkelser
Rosendahl har ställt ut eller uppträtt på ett flertal gallerier och konsthallar såsom Bildmuseet i Umeå, Uppsala konstmuseum, Skövde konsthall, Galleri Verkligheten i Umeå, Norrlandsoperan och Västmanlands läns museum samt visat sina videoverk i internationella film- och konstfestivaler som Berlins filmfestival, Umeå filmfestival och LOOP festival i Barcelona. Hon har erhållit flera stipendier och utmärkelser, såsom Stiftelsen Anna-Lisa Thomson Till Minne 2009 och Kungliga Skytteanska Samfundets pris till konstnär 2009.